# Târgșoru Vechi
Târgșoru Vechi è un comune della Romania di 10 434 abitanti, ubicato nel distretto di Prahova, nella regione storica della Muntenia. 
Il comune è formato dall'unione di 4 villaggi: Stăncești, Strejnicu, Târgșoru Vechi, Zahanaua.
La sede amministrativa è ubicata nell'abitato di Strejnicu.
La località si trova nella zona in cui era ubicata la città medievale di Târgșor. Di questa rimangono le rovine di tre chiese, di cui una, la Chiesa di S. Pantelimon, facente parte di un monastero, è stata ricostruita tra il 1997 ed il 2001.